# I'm Not a Robot
I'm Not a Robot (Hangul: 당신이 잠든 사이에; Robosi aniya) is een Zuid-Koreaanse dramaserie die van 6 december 2017 tot 25 januari 2018 door MBC werd uitgezonden, met in de hoofdrollen Yoo Seung-ho, Chae Soo-bin en Um Ki-joon.
De serie werd goed ontvangen in diverse Aziatische landen, maar in Korea zelf waren de kijkcijfers aan de lage kant.

## Verhaal
De serie gaat over de rijke Kim Min-Gyu die allergisch is voor mensen en daarom geïsoleerd leeft. Hij werkt mee aan een project van Hong Baek-Hyun met betrekking tot kunstmatige intelligentie en test voor hem een robot uit. De robot gaat echter tijdens de test kapot, en omdat men niet wil dat Kim te lang moet wachten op de reparatie, sturen ze Jo Ji-Ah naar hem toe. Zij is de ex-vriendin van Hong Baek-Hyun en was het fysieke voorbeeld voor de robot, dus zij lijkt sprekend op de kapotte robot. Kim trapt er in en denkt inderdaad dat Jo Ji-Ah de gerepareerde robot is. Uiteindelijk ontdekt hij dat Jo Ji-Ah menselijk is. De twee worden verliefd op elkaar.

## Rolverdeling
- Yoo Seung-ho - Kim Min-kyu
- Chae Soo-bin - Jo Ji-ah / Aji 3
- Um Ki-joon - Hong Baek-kyun